# Fall Grün
Fall Grün (případ zelená) byl nikdy neuskutečněný německý plán vojenského úderu proti Československu, připravený roku 1937. K jeho realizaci nedošlo, neboť Německo dokázalo svých cílů dosáhnout již na politické úrovni na Mnichovské konferenci.

## Vývoj plánu
Pokyn k vypracování plánu vydal německý říšský kancléř Adolf Hitler v červnu 1937. První návrh plánu byl vytvořen generálem Wernerem von Blombergem a postupně byl přepracováván podle toho, jak se vyvíjela vojenská situace.
V prosinci 1937 uspořádalo velení Wehrmachtu štábní cvičení s cílem útoku na ČSR. Plány se ale podařilo získat československé vojenské rozvědce, která tak získala přehled plánu německého útoku. V květnu 1938 získala rozvědka informace, že německá vojska se soustřeďují u československých hranic ve Slezsku a severním Rakousku. V reakci na to vyhlásila československá vláda 20. května 1938 částečnou mobilizaci. Informace o soustřeďování vojsk se ale ukázala jako mylná. Mobilizace odkryla Němcům nástupový plán československé armády. V Německu byla mobilizace považována za provokaci a 30. května podepsal Hitler novou direktivu, podle které měl být vojenský útok na Československo zahájen nejpozději 1. října 1938. Německý generální štáb byl ale od samého začátku rozhodně proti útoku na Československo, jelikož plán byl založen na momentu překvapení, ale generální štáb se domníval, že tak velkou operaci nelze utajit. Krom toho se generálové obávali, že by tento útok vedl Velkou Británii a Francii do války proti Německu. Generál Ludwig Beck zorganizoval spiknutí proti Hitlerovi, ale mezitím došlo 29. září 1938 k uzavření Mnichovské dohody. Po ní byl plán Fall Grün úplně zrušen.
Ztrátou Sudet ztratilo Československo většinu svých pohraničních pevností a tím i možnost se bránit. Později, 15. března 1939, bylo Československo Německem obsazeno úplně (Unternehmen Südost, Akce jihovýchod) a byl vyhlášen Protektorát Čechy a Morava (Protektorat Böhmen und Mähren).

## Obsah plánu
Plán byl mnohokrát měněn podle toho, jak se vyvíjela vojenská situace a k posledním drobným úpravám docházelo až do září 1938. Obecně lze říci, že proti Československu mělo být na německé straně nasazeno pět armád (2., 8., 10., 12. a 14.) disponujících celkem čtyřiceti útvary na úrovni divize. Z toho 28 divizí bylo pěších, 3 lehké, 3 pancéřové, 4 motorizované a 2 horské. Útokem ze severu a jihu měla být sevřena Morava a definitivní porážku československé armády, která by takto ztratila možnost ústupu, by zajistila mohutná ofenziva ve směru Plzeň – Praha. Je nutno říci, že československé vojenské velení s tímto plánem útoku počítalo a reagovalo mimo jiné výstavbou těžkého opevnění na severu Moravy. Plán počítal, že Československu nepomohou Francie ani Sovětský svaz. K obsazení měla pomoci i Henleinova strana Sudetendeutsche Partei (SdP) a speciální polovojenské jednotky Sudetendeutscher Freikorps, které byly vytvořeny právě pro tento plán. Obě tyto složky měly vyprovokovat nepokoje v československém pohraničí – měly zaútočit na české školy a úřady, na což byli členové Sudetendeutscher Freikorps speciálně vycvičeni v německých táborech, kam tajně utíkali přes hranice.